# Roptyna (cràter)
Roptyna és un cràter d'impacte en el planeta Venus de 11,5 km de diàmetre. Porta el nom d'un antropònim txuktxi, i el seu nom va ser aprovat per la Unió Astronòmica Internacional el 1997.